# Публий Плавций Пулхер
Публий Плавций Пулхер (на латински: Publius Plautius Pulcher; † между 48 и 54 г.) е политик на ранната Римската империя. През 36 г. той е претор.

## Биография
Произлиза от плебейската фамилия Плавции, клон Пулхер. Той е най-малкият син на Марк Плавций Силван (консул 2 пр.н.е.) и съпругата му Ларция. Брат е на Марк Плавций Силван (претор 24 г.), Плавция Ургуланила, която през 15 г. става съпруга на император Клавдий, и на ранноумрелия Авъл Плавций Ургуланий. Плавций се жени за Вибия, дъщеря на Гай Вибий Марс (суфектконсул 17 г.) и Лелия.
При Тиберий (14 – 37) младият Плавций Пулхер, като зет и приятел на Друз Цезар, прави кариера. Той е tresvir monetalis (монетен майстер), през 31 г. като кандидат на императора квестор, 33 г. народен трибун и 36 г. претор ad aerarium.
При Калигула (37 – 41) и в началото на господството на Клавдий (41 – 54) той вероятно няма повече служби, През 47/48 г. той е издигнат в съсловието на патрициите и става авгур. Той става curator viarum sternendarum (отговаря за строенето на пътищата) и след това известно време управлява като пропретор провинция Сицилия. Въпреки произхода си той не става консул.
Публий Плавций Пулхер умира преди 54 г. и е погребан заедно със съпругата му Вибия при родителите му и брат му Авъл Плавций Ургуланий във фамилния мавзолей на Виа Тибуртина.